# Gwara spiska
Gwara spiska – gwara zachodniosłowiańska z kilkoma odmianami. W zależności od przyjętej konwencji klasyfikacyjnej – stanowi wariant języka polskiego bądź też słowackiego.
Jest używana w 14 wsiach leżących na terenie Polski i w 33 wsiach na Słowacji. Od zachodu graniczy z gwarą podhalańską, od północnego wschodu z gwarą Lachów sądeckich, od południowego wschodu z gwarą Górali sądeckich. Jest to jedna z gwar górskich obok podhalańskiej, orawskiej i południowożywieckiej. Niektórzy dialektolodzy zaliczają ją do grupy gwar podhalańsko-beskidzkich.
Gwara spiska nie jest oddzielnie zaznaczana na mapach gwar polskich, ze względu na mały obszar występowania na polskim Spiszu. Zasięg gwary w Polsce to obszar między rzeką Białką, Dunajcem a Magurą Spiską. Na Słowacji to okolice Kieżmarku i dolina Popradu w okolicach Starej Lubowli.
Mowa górali spiskich wykazuje także zróżnicowanie w zakresie wymowy, nawet w sąsiadujących ze sobą wsiach Spisza, np. różna jest wymowa w Krempachach i Jurgowie.
Sąsiedztwo górali spiskich z Niemcami oraz Rusinami wzbogaciło gwarę spiską o słowa rusińskie, niemieckie i wołoskie. Obecne są także wpływy języka słowackiego i węgierskiego.
Gwara spiska wyróżnia się od innych gwar górskich zamianą ch na f, np. o tyf (zamiast o tych), if (zamiast ich), przykufennych, w woreckaf (woreczkach), w tyf nazwaf (nazwach), na karteckaf (karteczkach), fcieli (chcieli), a także zamianą kt na ft, np. nifto, ftóry. Następuje także zamiana ów na ók w końcówkach wyrazów gwarowych, takich jak: workók (worków), gatunkók (gatunków), ze snopkók (snopków), do słoikók (słoików), także już uprzednio zmienionych gwarowo: rokók (roków), takik piórkók (takich piórków), siostrók (siostrów = sióstr).
Charakterystyczne są określenia kobiet, nacechowane emocjonalnie: drańdula (kobieta, która lubi dużo mówić), dróngula (wysoka kobieta), habina (wysoka, szczupła), paradnica (lubi się stroić), przespanica (niezamężna z dzieckiem), rómbanica, rypanica (dobrze zbudowana).